# یوژن گراسه
یوژن ساموئل گراسه (زاده ۲۵ مه ۱۸۴۵ – درگذشته ۲۳ اکتبر ۱۹۱۷) در سوئیس متولد شد اما تمام فعالیت‌های هنری خود را در پاریس، فرانسه در دوران بلو اپوک انجام داد. او را پیشگام در طراحی آرت نو می‌دانند.

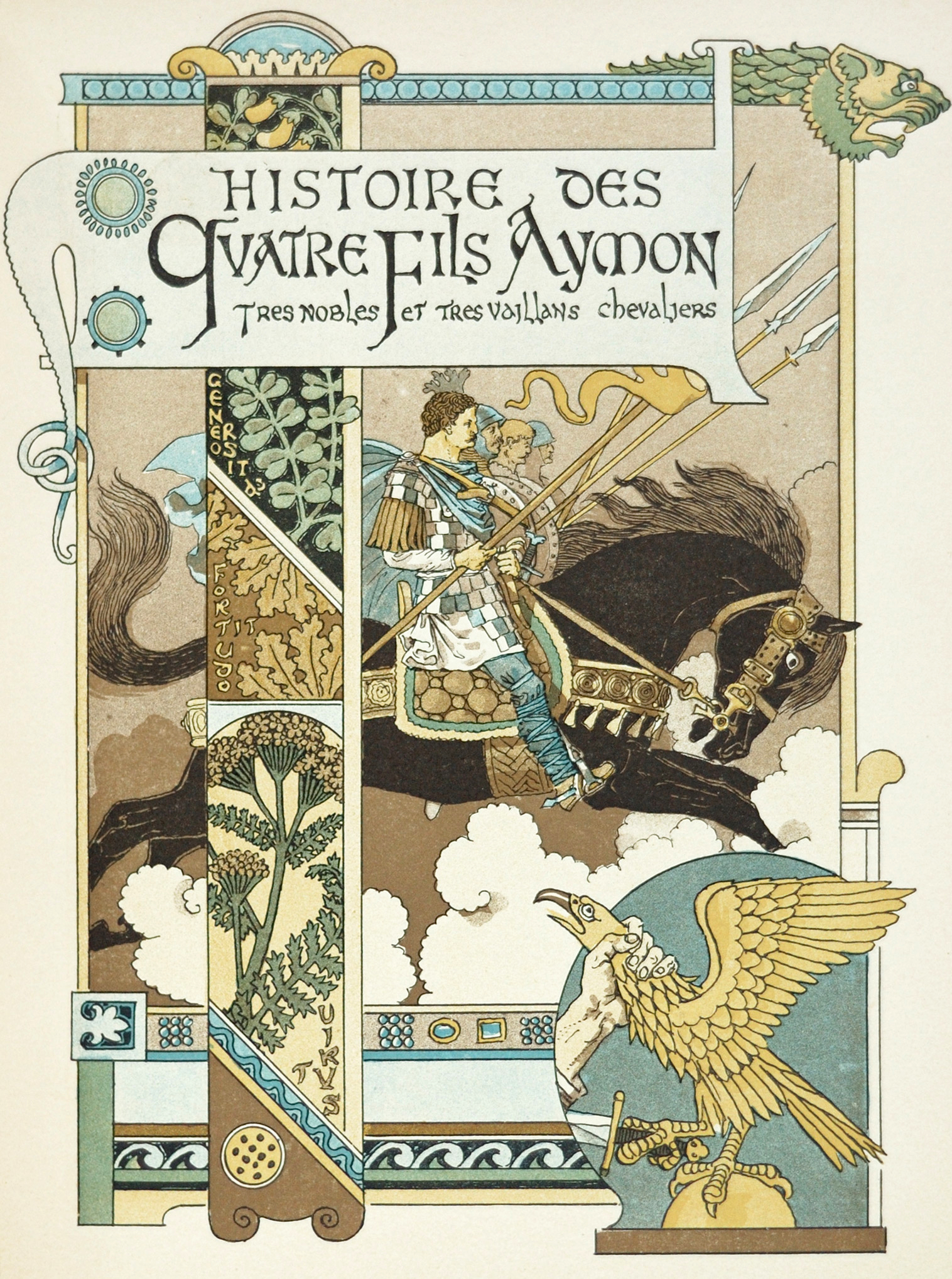
تاریخ چهار پسر آیمون

از مهم‌ترین آثار گراسه می‌توان به کتاب «تاریخ چهار پسر آیمون» (۱۸۸۳) اشاره کرد که تحولی در چاپ آکواتنت بود.

## نگارخانه

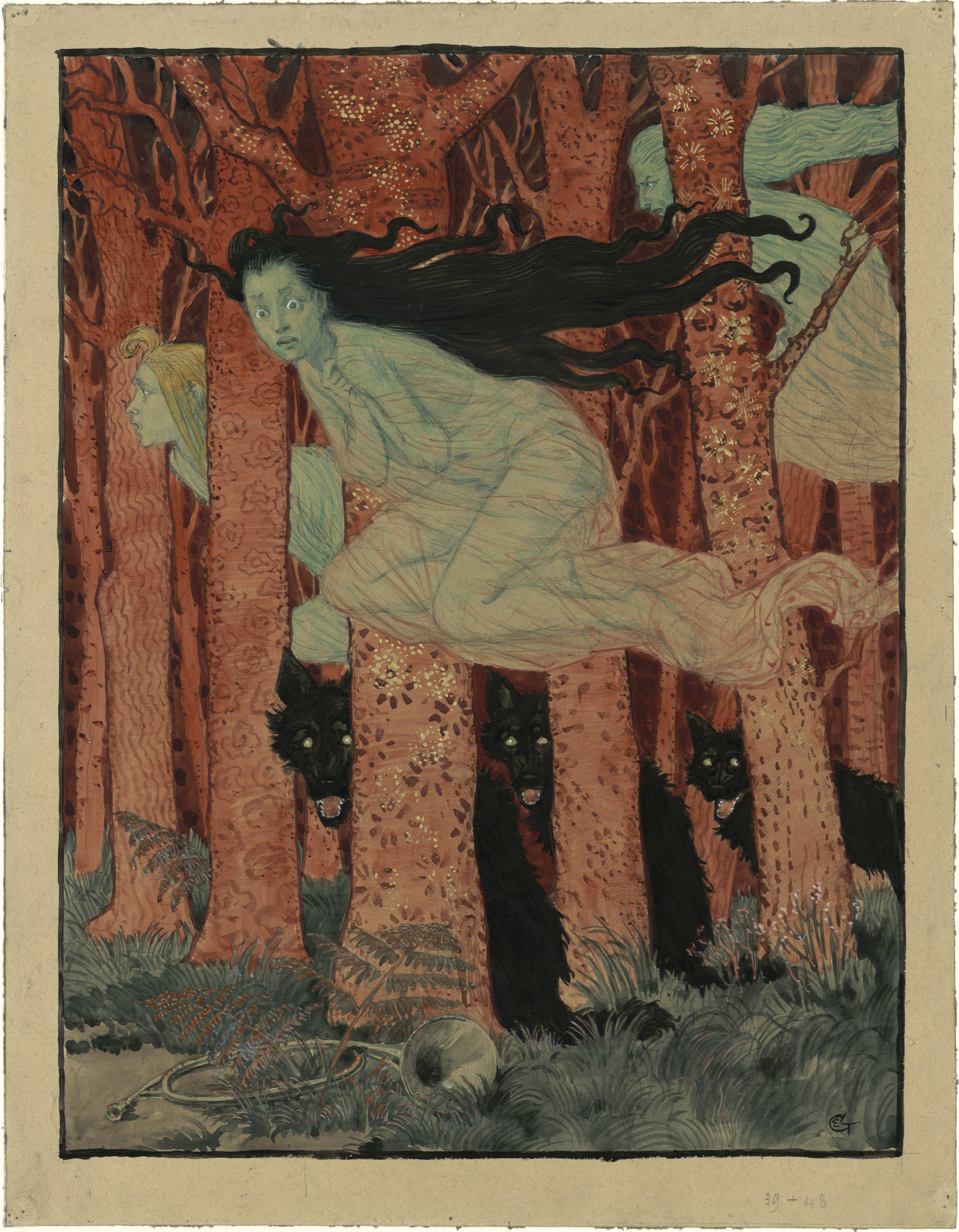
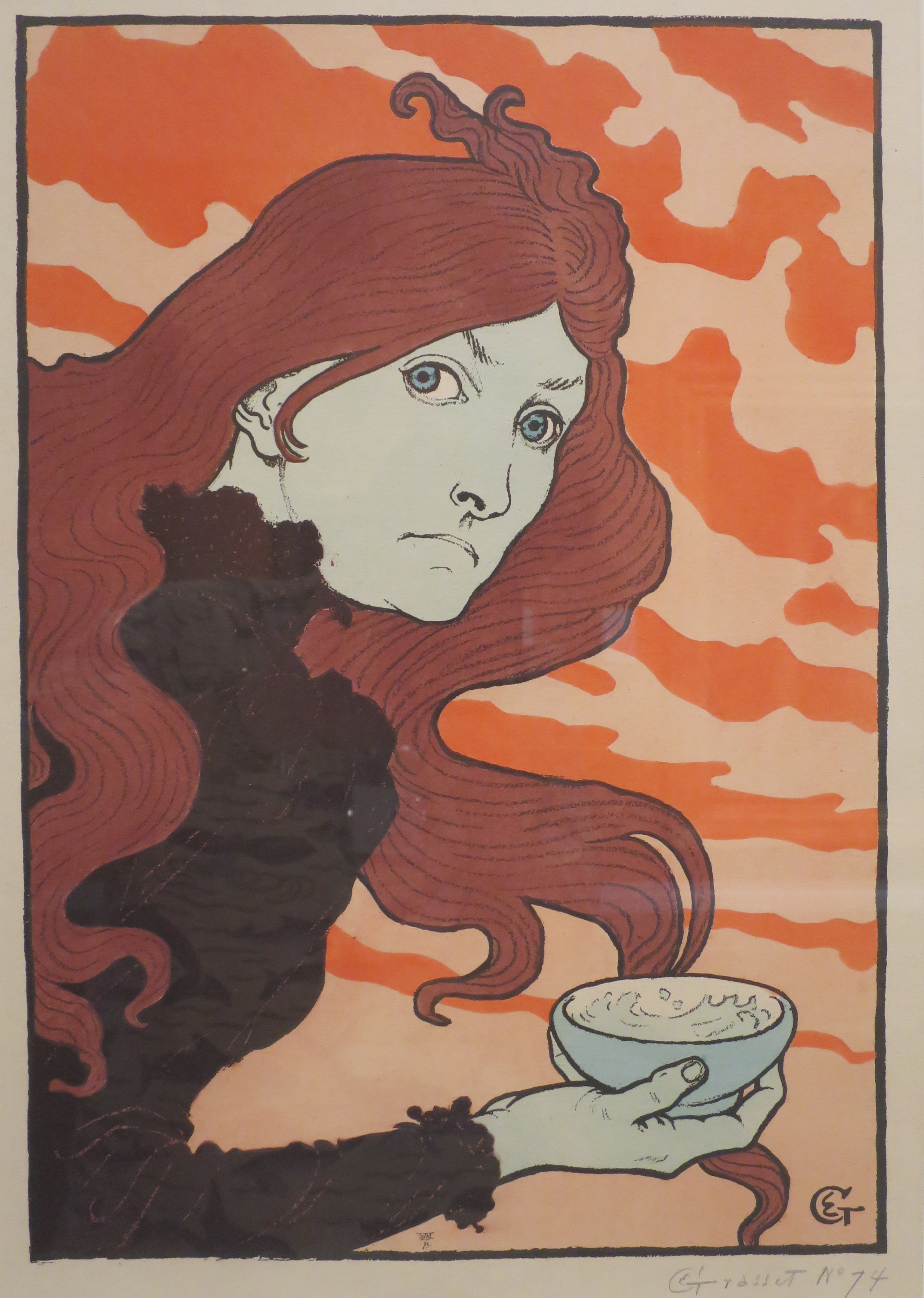
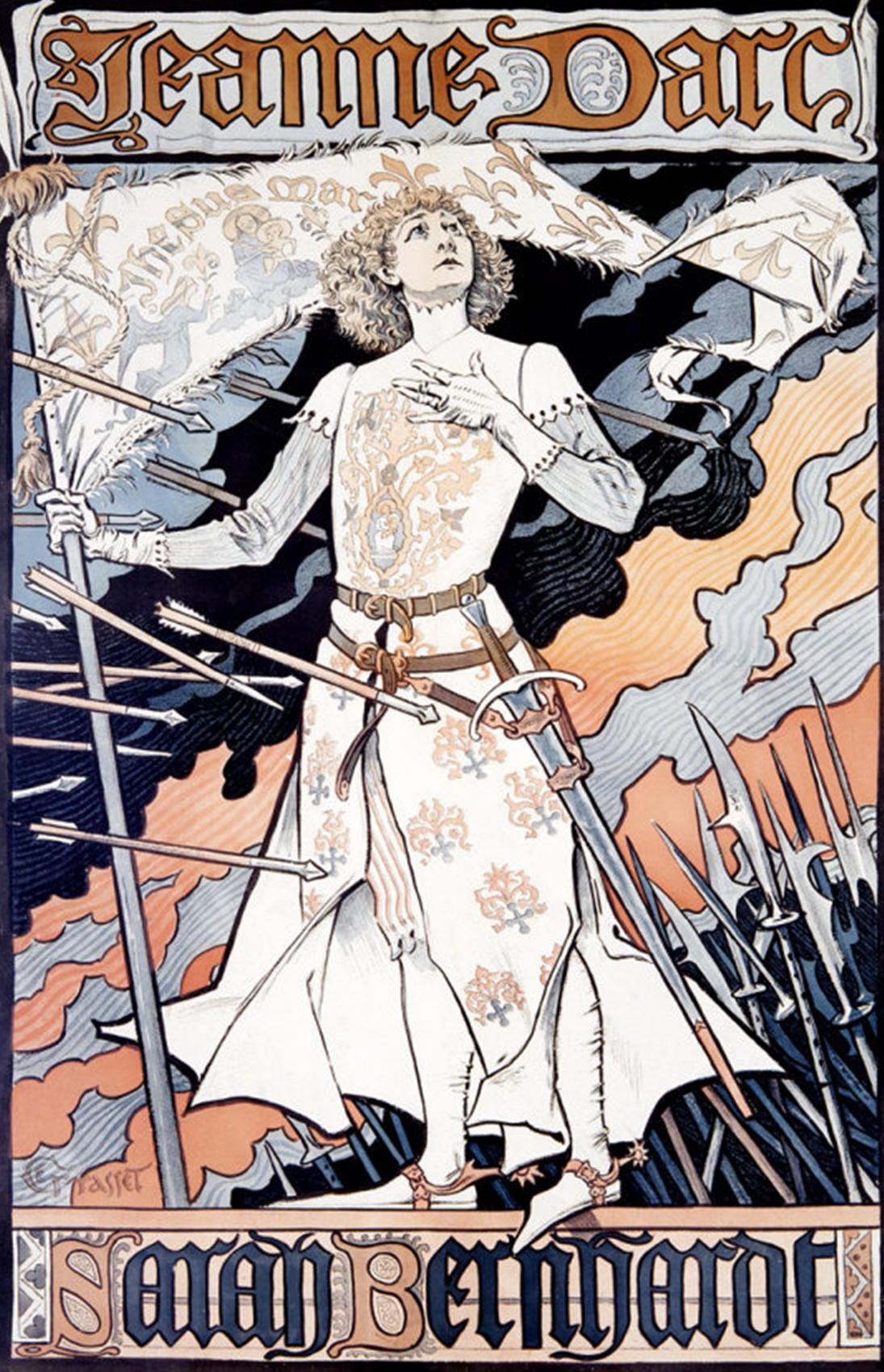
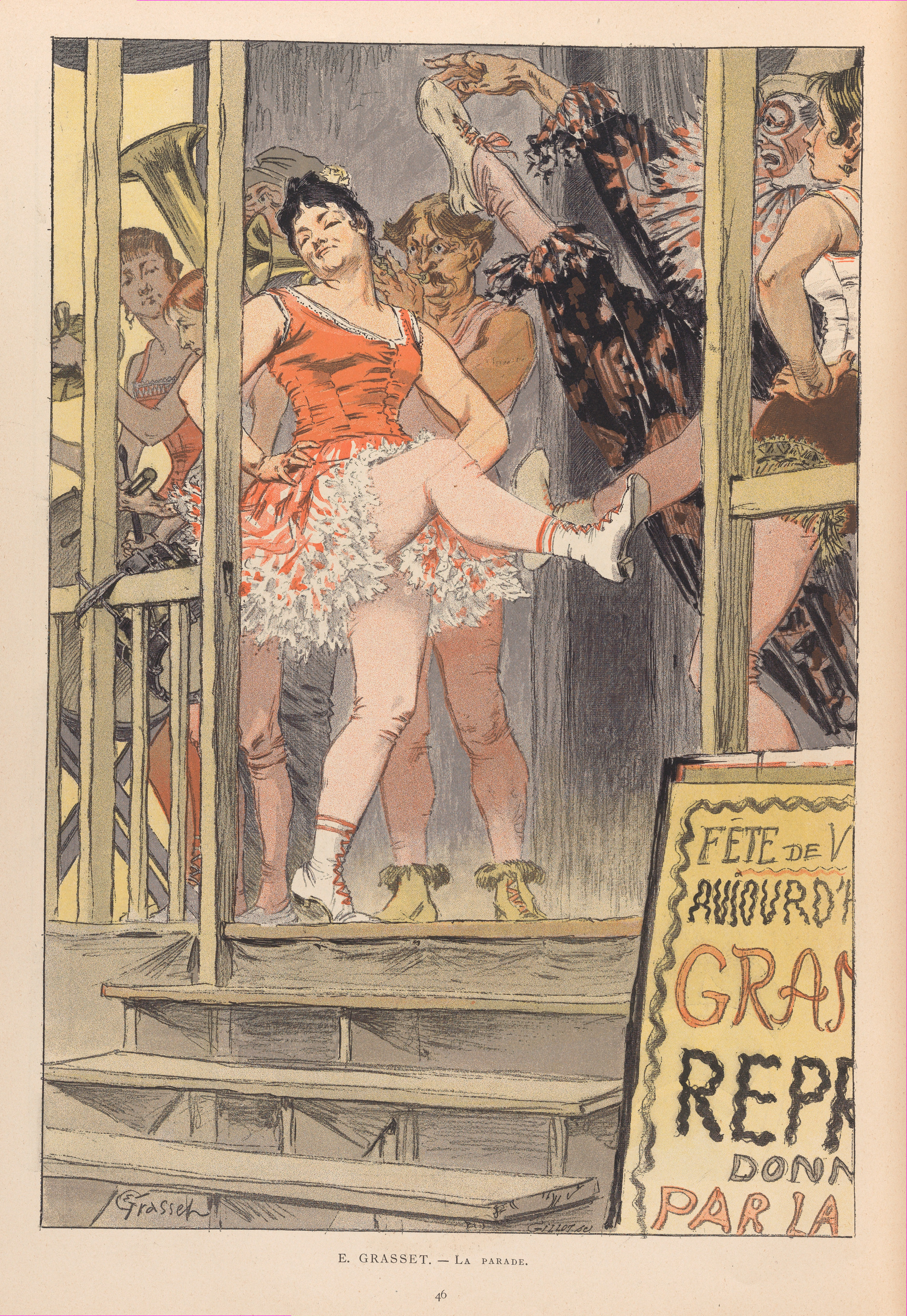
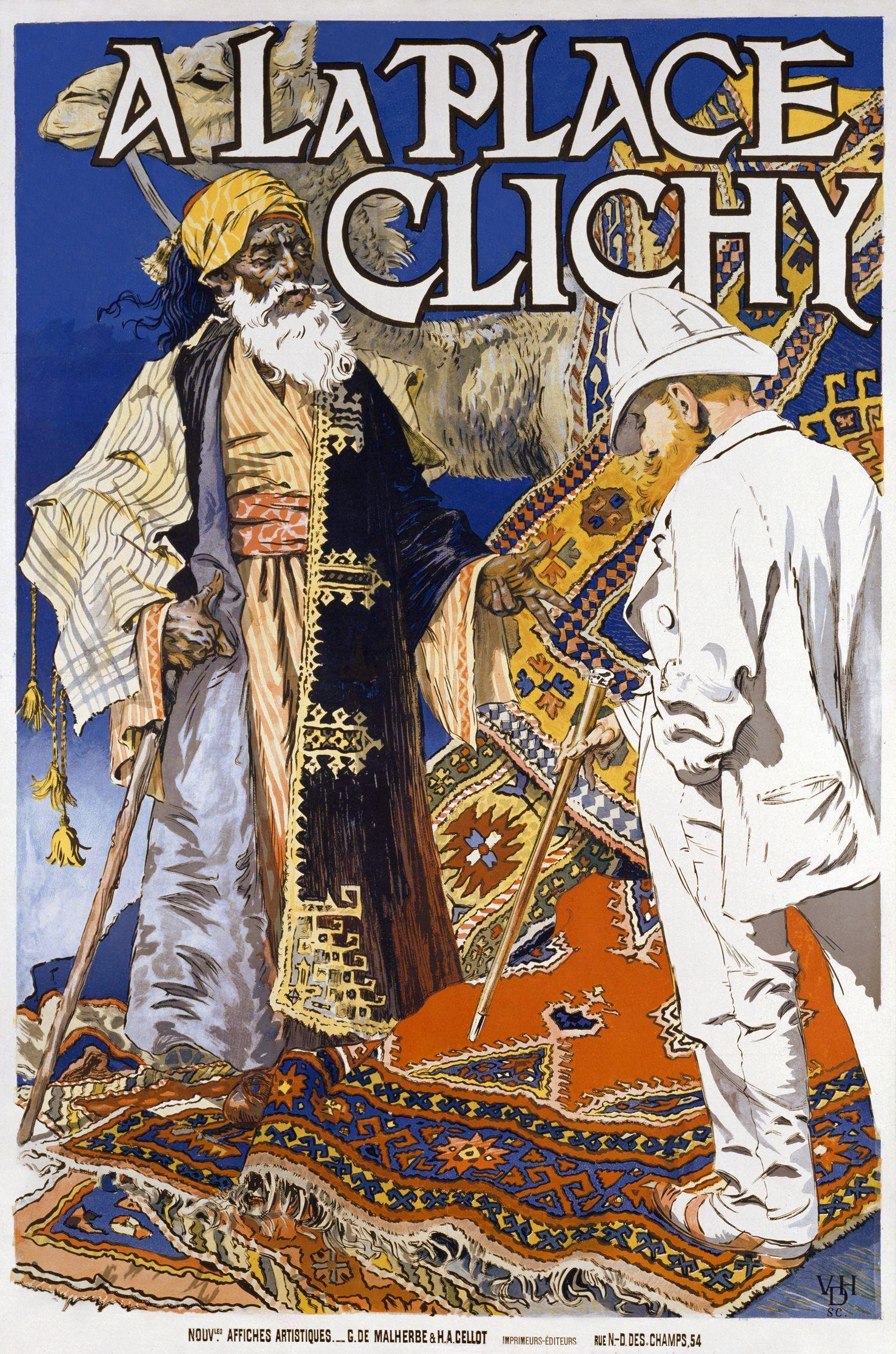